# Pica-soques del Canadà
El pica-soques del Canadà (Sitta canadensis) és una espècie d'ocell de la família dels sítids (Sittidae) que habita boscos de coníferes d'Amèrica del Nord, des del sud d'Alaska cap al sud, a través del Canadà fins al nord-est i el sud-oest dels Estats Units.